# Митрофан (Флоринский)
Архимандрит Митрофан (в миру Михаил Иванович Флоринский; 10 (22) октября 1829, Владимир — 16 (28) ноября 1895, Суздаль) — архимандрит Русской православной церкви, Духовный писатель.

## Биография
Сын священника домовой Богородицкой церкви Владимирской духовной семинарии Иоанна Алексеевича Флоринского и младший брат профессора Николая Флоринского. Получил первоначальное образование в приходском училище. В 1847 году окончил Владимирскую духовную семинарию, после чего поступил в Киевскую духовную академию, которую окончил в 1851 году.
С 9 апреля 1852 года — учитель Священного Писания в Орловской духовной семинарии. 7 сентября 1852 года удостоен учёной степени магистра богословия. 21 октября 1852 года перемещён, согласно прошению матери, во Владимирской духовной семинарии учителем физико-математических наук. С 3 сентября 1853 года — преподаватель греческого языка там же.
С 1 ноября 1857 года — преподаватель логики и психологии Пермской духовной семинарии.
5 апреля 1858 года пострижен в монашество в Слободском Крестовоздвиженском монастыре Пермской епархии с именем Митрофан.
С 15 июля 1858 года — инспектор Иркутской духовной семинарии. По поручению семинарского правления исправлял в течение восьми месяцев должность помощника ректора по классам; за последнюю должность, с разрешения высшего начальства, отцу Митрофану была выдана денежная награда.
12 января 1861 года назначен ректором и профессором богословских наук Костромской духовной семинарии и настоятеля Богородицкого Игрицкого монастыря. Таким образом, менее чем в 10 лет он дослужился до должности ректора семинарии, что тогда представляло редкое исключение. 9 февраля того же года он был возведён в сан архимандрита.
3 июля того же года, согласно его прошению, по «болезненному состоянию», уволен от службы и помещён во Флорищеву пустынь, Владимирской епархии, с оставлением за ним магистерского оклада. С 11 мая 1864 года — учитель Священного Писания Владимирской духовной семинарии. С начала 1865 года начали издаваться «Владимирские епархиальные ведомости», под редакцией отцов А. И. Сервицкого и К. Ф. Надеждина. Архимандрит Митрофан с первого же номера являлся усердным сотрудником «Ведомостей». С 1867 года — член Владимирского губернского цензурного комитета. В 1873—1874 годах — цензор «Владимирских епархиальных ведомостей», член комитета для разбора архива Владимирской духовной консистории.
6 сентября 1874 года назначен архимандритом Шацкого Черниева Николаевского монастыря Рязанской епархии.
С 3 сентября 1876 года — настоятель Пинского Богоявленского монастыря Воронежской епархии.
С 13 декабря 1876 года — настоятель Переяславского Троице-Данилова монастыря Владимирской епархии. В 1877—1879 годах — председатель Переяславского уездного цензурного комитета.
20 апреля 1880 года награждён орденом Святого Владимира IV степени.
3 июня 1883 года уволен по болезни в Суздальский Спасо-Евфимиев монастырь Владимирской епархии.
1 апреля 1888 года — архимандрит Юрьевского Архангельского монастыря Владимирской епархии.
1 марта 1890 года — архимандрит Вяземского Свято-Предтечьева монастыря Смоленской епархии (ныне — Вяземской епархии).
1 января 1891 года уволен на покой в Суздальский Спасо-Евфимиев монастырь.
Скончался 16 ноября 1895 года и похоронен в Суздальском Спасо-Евфимиевом монастыре.